# Егино II фон Урах
Егино II фон Урах (на немски: Egino II von Urach; * 1055; † 7 юли или 5 ноември 1105) от род Урах е от 1091 до 1105 г. граф в Швигерстал на река Ермс в Баден-Вюртемберг.
Той е големият син на граф Егино I фон Урах-Детинген († ок. 1050) и съпругата му Берта фон Калв или Кунегонда, дъщеря на граф Рудолф фон Райнфелден-Тетберге. Брат е на Гебхард II фон Урах († 1 март 1110), епископ на Шпайер (1105 – 1107), и Куно фон Урах († 9 август 1122), кардинал-епископ на Палестрина, папски легат. Баща му започва 1040 г. строежа на замък Ахалм.
Егино II става граф в Швигерстал и е споменаван в множество дарителни документи в Хирзау. Той строи замък в Урах в Баден-Вюртемберг.

## Фамилия
Егино II фон Урах се жени за Кунигунда/Хадвих/Хадевик. Те имат децата: 
- Егино III фон Урах „Млади“ († 25 юли 1160), граф от Урах
- Гебхард фон Урах († 1141), епископ на Страсбург (1131 – 1140)
- Удилхилд фон Урах-Детинген († 1134), омъжена за граф Фридрих I фон Цолерн († пр. 1125)
- Алберада († 1136/37), абатиса в Линдау